# Sint-Vincentwinterkoning
De Sint-Vincentwinterkoning (Troglodytes musicus) is een zangvogel uit de familie Troglodytidae (winterkoningen). Het is een endemische vogelsoort van de Kleine Antillen in het Caraïbisch gebied.

## Taxonomie
De soort werd in 1878 geldig beschreven door de Amerikaanse vogelkundige George Newbold Lawrence. Dit taxon was lange tijd een ondersoort binnen de soortengroep van de noordelijke en zuidelijke huiswinterkoning (Troglodytes aedon s.l.). Echter, op grond van onderzoek gepubliceerd in 2023 en 2024 is de aparte soortstatus (wederom) verdedigbaar.

## Verspreiding en leefgebied
De soort is endemisch op het eiland Saint Vincent. 